# Інтеграл Рімана
Інтегра́л Рі́мана — одне з найважливіших понять математичного аналізу, є узагальненням поняття суми, яке знаходить широке застосування в багатьох галузях математики. Був уведений Бернгардом Ріманом в 1854 році, і є однією з перших формалізацій поняття інтеграла.

## Геометрична інтерпретація
Ріман формалізував поняття інтеграла, розроблене Ньютоном та Лейбніцем, як площу фігури, яка обмежена графіком функції та віссю абсцис. Для цього він розглянув ступінчасті фігури, які складаються з великої кількості вертикальних прямокутників, отриманих при розбитті відрізка інтегрування.
Нехай функція f : [a, b]→R є неперервною і невід'ємною на відрізку [a, b]. Фігура, обмежена графіком цієї функції, відрізком [a, b] і прямими {x = a} та {x = b}, називається криволінійною трапецією.
Обчислимо наближено площу цієї трапеції.
1. Розіб'ємо відрізок [a, b] на n відрізків (n ≥ 1): a = x0 < x1 < x2 < … < xk < xk+1 < … < xn−1 < xn = b. Множина точок {x0, x1,…, xn} називається розбиттям відрізка інтегрування і позначається як λ або λ([a, b]).
2. На кожному відрізку розбиття [xk, xk+1] довільно оберемо по одній точці ck (k = 0, 1,…, n − 1) і побудуємо вертикальні прямокутники Πk = [xk, xk+1] × [0, f(ck)].
3. Смугу криволінійної трапеції з основою [xk, xk+1] замінимо прямокутником Πk.

В результаті отримаємо ступінчасту фігуру, складену з прямокутників.
Очевидно, що чим менші відрізки [xk, xk+1] розбиття, тим більше ступінчаста фігура наближається до криволінійної трапеції.
Зауваження. Якщо для розбиття λ довжини усіх відрізків однакові (тобто Δxk := xk+1 − xk = Δx =: (b − a) / n для всіх k = 0,…, n − 1), то таке розбиття називається рівномірним.
Означення. Діаметром (розміром, дрібністю) розбиття λ = {x0, x1,…, xn} називається число |λ| = max {Δxk, 0 ≤ k ≤ n − 1}.
Означення. Величина
{\displaystyle S(f,\,\lambda ,\,\{c_{i}|\lambda \})=\sum _{k=1}^{n}f(c_{k})\Delta x_{k},}
називається інтегральною сумою для функції f та точок {ci | λ}, які відповідають розбиттю λ.
Інтегральна сума дорівнює площі ступінчастої фігури, і її природно вважати наближеним значенням площі криволінійної трапеції. А за площу криволінійної трапеції природно прийняти границю чисел S(f, λ, {ci | λ}), коли |λ| → 0:
{\displaystyle S=\lim _{|\lambda |\rightarrow 0}S(f,\,\lambda ,\,\{c_{i}|\lambda \})=\lim _{|\lambda |\rightarrow 0}\sum _{k=1}^{n}f(c_{k})\Delta x_{k}.}
До обчислення границь такого типу приводять багато задач, наприклад, обчислення довжини пройденого шляху при прямолінійному русі за відомою швидкістю v(t) протягом часу від моменту t1 до t2.

## Означення інтеграла Рімана
Означення (інтеграла Рімана). Нехай функція f : [a, b] → R (a < b) та
- для довільного розбиття λ відрізка [a, b] та відповідного йому набору точок {ci | λ} існує скінченна границя інтегральних сум S(f, λ, {ci | λ}) при |λ| → 0,
- границя інтегральних сум S(f, λ, {ci | λ}) не залежить від розбиття λ і вибору точок ci.

Тоді таку границю називають інтегралом Рімана функції f за відрізком [a, b] і позначають символом
{\displaystyle \int _{a}^{b}f(x)\,dx.}
У цьому випадку функція f(x) називається інтегровною (за Ріманом) на [a, b]; в протилежному випадку f(x) є неінтегровною (за Ріманом) на відрізку [a, b].
Термінологія. Функція f називається підінтегральною функцією, f(x)dx — підінтегральним виразом, x — змінною інтегрування, числа a та b — нижньою та верхньою межами інтегрування відповідно.
Позначення. Множину інтегровних за Ріманом функцій на відрізку [a, b] позначають R([a, b]).
Необхідною умовою інтегровності функції за Ріманом є її обмеженість: якщо функція f(x) необмежена на відрізку [a, b], то границя інтегральних сум для цієї функції буде рівна ∞.

## Властивості інтеграла Рімана

### Властивості, пов'язані з проміжками інтегрування
- Орієнтовність інтеграла: має місце поняття інтеграла Рімана за відрізком «у зворотньому напрямку», а саме для a > b вважаємо, що

{\displaystyle \int _{a}^{b}f(x)\,dx:=-\int _{b}^{a}f(x)\,dx;}
- Інтеграл за відрізком нульової довжини: має місце поняття інтеграла Рімана за відрізком нульової довжини, а саме для довільного a ∈ R вважаємо, що

{\displaystyle \int _{a}^{a}f(x)\,dx:=0;}
- Інтегровність на меншому відрізку: якщо f ∈ R([a, b]), то f ∈ R([c, d]) для довільного відрізка [c, d] ⊂ [a, b];
- Адитивність: якщо f ∈ R([a, b]) ∩ R([b, c]) (a < b < c), то f ∈ R([a, c]) і

{\displaystyle \int _{a}^{c}f(x)\,dx=\int _{a}^{b}f(x)\,dx+\int _{b}^{c}f(x)\,dx;}

### Властивості зі знаком рівності
В цьому підрозділі вважаємо, що {a, b} ⊂ R — довільні.
- Невиродженість: для всіх {a, b} ⊂ R має місце рівність

{\displaystyle \int _{a}^{b}1\,dx=b-a;}
- Лінійність: якщо {f, g} ⊂ R([a, b]), то для довільних {α, β} ⊂ R([a, b]) функція αf + βg ∈ R([a, b]) та

{\displaystyle \int _{a}^{b}(\alpha f(x)+\beta g(x))\,dx=\alpha \int _{a}^{b}f(x)\,dx+\beta \int _{a}^{b}g(x)\,dx.}
- Граничний перехід під знаком інтеграла Рімана: якщо fi ∈ R([a, b]) рівномірно збігаються на [a, b] до функції f, то f ∈ R([a, b]) та

{\displaystyle \lim _{i\to \infty }\int _{a}^{b}f_{i}(x)\,dx=\int _{a}^{b}f(x)\,dx}

### Нерівності
В цьому підрозділі вважаємо, що a < b.
- Невід'ємність: якщо f ∈ R([a, b]) та невід'ємна на [a, b], то

{\displaystyle \int _{a}^{b}f(x)\,dx\geq 0;}
- Нерівність інтегралів: якщо {f, g} ⊂ R([a, b]) та f(x) ≤ g(x) для всіх x ∈ [a, b], то

{\displaystyle \int _{a}^{b}f(x)\,dx\leq \int _{a}^{b}g(x)\,dx;}
- Оцінка модуля інтеграла: якщо f ∈ R([a, b]), то |f| ∈ R([a, b]) та

{\displaystyle \left|\int _{a}^{b}f(x)\,dx\right|\leq \int _{a}^{b}|f(x)|\,dx.}

## Інтегрованість за Ріманом функцій
В цьому розділі наведено твердження, які дозволяють визначити, чи є функція інтегровна за Ріманом.

### Критерій Дарбу інтегровності функції
Нижня та верхня суми Дарбу́ для функції f(x) та розбиття λ — це інтегральні суми, в яких відповідні точки {ci | λ} обираються як точні нижня та верхня межі функції f(x) відповідно.
Означення. Інтегральна сума для розбиття λ, для якої відповідні точки {ci | λ} вибираються з умови ci = inf[xi, xi+1] f(x), називається нижньою сумою Дарбу для функції f та розбиття λ і позначається одним із символів L(f, λ) (від англ. lower — «нижній») або s(f, λ).
Означення. Інтегральна сума для розбиття λ, для якої відповідні точки {ci | λ} вибираються з умови ci = sup[xi, xi+1] f(x), називається верхньою сумою Дарбу для функції f та розбиття λ і позначається одним із символів U(f, λ) (від англ. upper — «верхній») або S(f, λ).
За допомогою верхньої та нижньої сум Дарбу можна дати критерій інтегровності функції за Ріманом.
Теорема. Нехай f : [a, b] → R — обмежена функція. Функція f ∈ R([a, b]) тоді і лише тоді, коли
{\displaystyle \lim _{|\lambda |\to 0}(S(f,\,\lambda )-s(f,\,\lambda ))=0.}

### Класи інтегровних за Ріманом функцій
Теорема (про інтегровність неперервної функції). C([a, b]) ⊂ R([a, b]), тобто кожна неперервна на відрізку [a, b] функція є інтегровною за Ріманом на цьому відрізку.
Теорема (про інтегровність монотонної функції). Кожна монотонна на відрізку [a, b] функція є інтегровною за Ріманом на цьому відрізку.
Теорема (про інтегровність функції зі скінченною кількістю точок розриву). Нехай f : [a, b] → R задовольняє умовам
1. функція f(x) обмежена на [a, b];
2. f ∈ C([a, b] \ {z1, z2,…, zn}).

Тоді f ∈ R([a, b]).
Приклад (неінтегровної обмеженої функції). Покажемо, що функція Діріхле
{\displaystyle D(x):={\begin{cases}1,&x\in \mathbb {Q} \\0,&x\in \mathbb {R} \setminus \mathbb {Q} \end{cases}}}
не інтегровна на довільному відрізку [a, b] ⊂ R. Тут Q — це множина раціональних чисел, а R — множина дійсних чисел.
На довільному відрізку [α, β] ⊂ R знайдуться як раціональна, так і ірраціональна точки. Тому при довільному розбитті λ відрізка [a, b] маємо
{\displaystyle s(f,\,\lambda )=0,\qquad S(f,\,\lambda )=b-a,}
звідки у відповідності з критерієм Дарбу інтегровності функції D ∉ R([a, b]).

## Методи обчислення інтегралів Рімана
Теорема. Припустимо, що функція f задовольняє умовам
1. f ∈ R([a, b]);
2. f має первісну F на [a, b].

Тоді справедлива формула Ньютона—Лейбніца:
{\displaystyle \int _{a}^{b}f(x)\,dx=F(x){\Bigr |}_{x=a}^{b}:=F(b)-F(a),}
З формулою Ньютона—Лейбніца обчислення інтеграла Рімана зводиться до знаходження первісної для підінтегральної функції (див. методи знаходження первісної). Проте нею слід користуватися обережно, спочатку переконавшись у тому, чи задовільняє підінтегральна функція обидві умови теореми.
Приклад. Розглянемо інтеграл {\displaystyle \int _{-1}^{1}{\frac {dx}{x^{2}}}.} «Первісна» підінтегральної функції дорівнює F(x) = −1/x. Тоді згідно з формулою Ньютона—Лейбніца шуканий інтеграл дорівнює F(1) − F(−1) = −2 < 0, що суперечить властивості невід'ємності інтеграла Рімана, оскільки f(x) = 1/x² > 0.
У наведеному «обчисленні» інтеграла допущено дві помилки:
1. даний інтеграл не існує, оскільки підінтегральна функція необмежена на відрізку [-1, 1];
2. функція f(x) розривна в точці x = 0, яка належить відрізку інтегрування, тому вона не має первісної на цьому відрізку.

### Обчислення інтеграла Рімана за означенням
Безпосереднє обчислення визначеного інтеграла, виходячи з його означення (як границя інтегральних сум) зазвичай досить громіздке, однак все ж таки можливе.
Приклад. Обчислимо інтеграл
{\displaystyle \int _{a}^{b}\sin x\,dx.}
Покладемо f(x) = sin x, x ∈ [a, b]. Оскільки f ∈ C([a, b]), то f ∈ R([a, b]), тому для обчислення інтеграла досить знайти границю довільної послідовності інтегральних сум. Розглянемо рівномірне розбиття λn відрізка [a, b] на n рівних частин, Δx = (b − a) / n, і запишемо інтегральну суму
{\displaystyle {\begin{aligned}S(f,\,\lambda _{n},\,\{c_{i}|\lambda _{n}\})&=\Delta x\sum _{k=1}^{n}\sin(a+k\Delta x)=\\&={\frac {\Delta x}{2\sin {\frac {\Delta x}{2}}}}\sum _{k=1}^{n}2\sin(a+k\Delta x)\sin {\frac {\Delta x}{2}}=\\&={\frac {\Delta x}{2\sin {\frac {\Delta x}{2}}}}\sum _{k=1}^{n}{\Big (}\cos(a+k\Delta x-{\frac {1}{2}}\Delta x)-\cos(a+kh+{\frac {1}{2}}\Delta x){\Big )}=\\&={\frac {\Delta x}{2\sin {\frac {\Delta x}{2}}}}{\Big (}\cos(a+{\frac {1}{2}}\Delta x)-\cos(b+{\frac {1}{2}}\Delta x){\Big )}.\end{aligned}}}
Спрямувавши |λn| до нуля, отримаємо, що
{\displaystyle {\begin{aligned}\int _{a}^{b}\sin x\,dx&=\lim _{\Delta x\to 0}{\frac {\Delta x}{2\sin {\frac {\Delta x}{2}}}}{\Big (}\cos(a+{\frac {1}{2}}\Delta x)-\cos(b+{\frac {1}{2}}\Delta x){\Big )}=\\&=\cos b-\cos a.\end{aligned}}}
Приклад. Обчислимо інтеграл
{\displaystyle \int _{0}^{1}e^{x}\,dx.}
Покладемо f(x) = ex, x ∈ [0, 1]. Оскільки f ∈ C([0, 1]), то f ∈ R([a, b]). Отже, у відповідності з критерієм Дарбу інтегровності функцій
{\displaystyle \int _{0}^{1}f(x)\,dx=\lim _{|\lambda _{n}|\rightarrow 0}s(f;\lambda _{n}),}
де λn — рівномірне розбиття відрізка [0, 1] на n рівних частин. Отже, маємо
{\displaystyle {\begin{aligned}s(f;\,\lambda _{n})&=\sum _{i=0}^{n-1}e^{\frac {i}{n}}\cdot {\frac {1}{n}}=\\&={\frac {e-1}{e^{\frac {1}{n}}-1}}\cdot {\frac {1}{n}},\end{aligned}}}
звідки випливає, що
{\displaystyle {\begin{aligned}\int _{0}^{1}f(x)\,dx&=\lim _{n\rightarrow \infty }{\frac {e-1}{e^{\frac {1}{n}}-1}}\cdot {\frac {1}{n}}=\\&=e-1.\end{aligned}}}

## Інтеграл Рімана як функція верхньої межі інтегрування

### Означення
Припустимо, що f ∈ R([a, b]) (отже, f ∈ R([a, x]) для довільного x ∈ [a, b]). Покладемо
{\displaystyle \varphi (x):=\int _{a}^{x}f(u)\,du,\quad x\in [a,b].}
Вочевидь, φ(а) = 0.

### Властивості
- Якщо f ∈ R([a, b]), то φ ∈ С([a, b]).
- Якщо f ∈ C([a, b]), то φ ∈ С1([a, b]), причому для довільного x ∈ [a, b]: φ'(x) = f(x).
- Якщо f ∈ C([a, b]), то f має первісну на [a, b]. Первісними для f на [a, b] будуть функції вигляду φ(x) + c, c ∈ ℝ.

### Формула Лейбніца
Теорема. Нехай
1. f : ℝ → ℝ інтегровна за Ріманом за кожним відрізком;
2. f має первісну на ℝ;
3. функції a, b : ℝ → ℝ диференційовні на ℝ.

Тоді
{\displaystyle {\frac {d}{dx}}\int _{a(x)}^{b(x)}f(u)\,du=f(b(x))b'(x)-f(a(x))a'(x),\quad x\in \mathbb {R} .}

## Історія
Таке означення інтеграла дано Коші, але воно застосовувалося лише до неперервних функцій.
Ріман в 1854 році, дав це ж означення без припущення неперервності.